# 쇼보트 (뮤지컬)
쇼보트(Show Boat)는 제롬 컨(Jerome Kern)이 음악을 맡고 오스카 해머스타인 2세(Oscar Hammerstein II)가 책과 가사를 쓴 뮤지컬이다. 에드나 퍼버(Edna Ferber)의 1926년 베스트셀러 동명 소설을 원작으로 한 작품이다. 이 뮤지컬은 1887년부터 1927년까지 40년 동안 미시시피강 쇼보트인 코튼 블라썸호에서 공연자, 무대 담당자, 부두 노동자들의 삶을 따라간다. 주제는 인종적 편견과 비극적이고 지속적인 사랑을 포함한다. 뮤지컬은 "Ol' Man River", "Make Believe", "Can't Help Lovin' Dat Man"과 같은 클래식 곡을 제공했다.
이 뮤지컬은 1927년 플로렌츠 지그펠트(Florenz Ziegfeld)에 의해 처음 제작되었다. 쇼보트의 브로드웨이 초연은 미국 뮤지컬 역사상 중요한 사건이었다. 1890년대와 20세기 초 브로드웨이를 정의했던 사소하고 비현실적인 오페레타, 가벼운 뮤지컬 코미디, "폴리스"(Follies) 타입의 뮤지컬 레뷰(revue)와 비교할 때 이는 "장엄함과 진지함을 결합한 뮤지컬 스토리텔링의 급진적인 일탈"이었다.